# Ritualmord
Ein Ritualmord ist die Tötung eines Menschen als rituelle Handlung. Der Begriff kennzeichnet diese als Mord, setzt also voraus, dass religiöse Menschenopfer nicht durch gesellschaftlichen Konsens gedeckt sind. Konstruierte Ritualmordlegenden sind ein klassisches Stereotyp des Antisemitismus.

## Tötung und Ritual
In der Religionswissenschaft ist „rituelle Tötung“ oft als Oberbegriff für Menschenopfer verwendet worden. Basierend auf Walter Burkerts Definition von Ritual als kommunikativer Handlung, ist rituelle Tötung als „Tötung, die in einer besonderen Gegebenheit, in einer vorgegebenen und stereotypen Weise und mit einer kommunikativen Funktion irgendeiner Art durchgeführt wird“ definiert worden. Von Menschenopfer sei dagegen dann die Rede, wenn das Opfer einem übermenschlichen Wesen – oder auch einem Toten – dargeboten wird, oder wenn die Tötung eines Menschen in derselben Weise, derselben Gegebenheit und mit derselben rituellen Absicht als die Tötung eines (entsprechenden) Opfertieres erfolgt.
Kritiker dieser Definition weisen darauf hin, dass in jedem Zeitalter der Geschichte und in der Gegenwart rituelle Elemente in jeder Art von Menschentötung zu finden sind, etwa bei Hinrichtungen, Vergeltungsakten, Tötungen in Kampfhandlungen. Wieweit man zeremonielle Hinrichtungen, z. B. Selbstmordanschläge, als Ritualmord bezeichnet, hängt von der Art ihrer Ausführung und dem Stellenwert ab, den man religiösen Motiven dabei zumisst.

## Vorkommen
Rituelle Tötungen von Menschen kamen in verschiedenen archaischen Kulten und Religionen vor, z. B. bei den Azteken, in Indien bei der Verehrung der Göttin Kali, im Kult des Moloch im vorisraelitischen Kanaan u. a. Belege für 20 Fälle von Ritualmord durch Incaprettamento wurden vom forensische Pathologe Bertrand Ludes und dem biologischen Anthropologen Eric Crubézy entdeckt, als sie eine vor etwa 20 Jahren in Südfrankreich entdeckte, neolithische Bestattung in Saint-Paul-Trois-Châteaux im Département Drôme in Frankreich und andere europäische Grabstätten erneut untersuchten. 
Die Hypothese eines prähistorischen Ritualmords wird bei „Ötzi“, der 1991 gefundenen Gletschermumie aus der Kupferzeit, erwogen. Die Tötung scheint nicht am Fundort der Leiche stattgefunden zu haben. Doch bei ihr fand man zerbrochene Pfeile und ein wertvolles Kupferbeil als Beigaben. Man vermutet daher ein Menschenopfer als Hinrichtung und nachträgliche Ehrung eines Flüchtigen. Könnte man die Ablehnung von Menschenopfern in dieser Gesellschaft nachweisen, wäre dies der älteste bekannte Ritualmord der Geschichte.
Von einem Ritualmord sprach man bei verschiedenen Einzelmorden im 20. und 21. Jahrhundert:
- an Helmut Daube am 19. November 1928 in Gladbeck,
- an Sharon Tate und anderen durch Charles Manson und die Manson Family,
- an Sandro Beyer 1993 in Sondershausen
- beim Mordfall von Witten am 6. Juli 2001.[6]

## Muti-Morde
Im südlichen Afrika ist Muti eine auf Pflanzenmedizin und magischen Praktiken basierende traditionelle Heilmethode. In diesem Zusammenhang begehen manche Sangoma (Geistheiler), vor allem in der von Venda besiedelten Provinz Limpopo im Nordosten Südafrikas, in der Literatur häufig als „Ritualmorde“ bezeichnete Morde zu dem Zweck, dem getöteten Menschen bestimmte Körperteile zu entnehmen, um sie als magische Medizin (muti) zu verwenden. Die Schätzungen über die Zahl der als „Muti-Morde“ klassifizierten Tötungsdelikte gehen weit auseinander. Sie liegen nach Angaben von 2008 zwischen 300 Fällen im zurückliegenden Jahrzehnt und 250 „Muti-Morden“ in einem Jahr allein in der Provinz Limpopo.

## Ritualmordlegenden
In sogenannten Ritualmordlegenden werden gesellschaftlich diskriminierten Minderheiten – meist Juden – Ritualmorde an Angehörigen der Mehrheitsgesellschaft unterstellt. Sie dienen zur Verleumdung der angeblichen Tätergruppe, rechtfertigen und verstärken deren Unterdrückung und Verfolgung. Ihre Kolporteure greifen oft unaufgeklärte Entführungs-, Unglücks- oder Tötungsfälle auf, besonders von Kindern, und bieten dafür Sündenböcke an. Solche Legenden sind nicht nur als im Aberglauben verwurzelte Volkssagen anzutreffen, sondern werden auch von religiösen, staatlichen, regionalen oder lokalen Interessengruppen gezielt zur Propaganda konstruiert und genutzt. Oft bewirken sie Pogrome, Lynch- und Justizmorde an den des Ritualmords beschuldigten Gruppen.